# Сырьяны
Сырьяны — село в Белохолуницком районе Кировской области России. Входит в состав Всехсвятского сельского поселения.

## География
Село находится на северо-востоке центральной части Кировской области, в западной части Белохолуницкого района, на левом берегу реки Вятка. Абсолютная высота — 175 м над уровнем моря. Расстояние до районного центра (города Белая Холуница) — 40 км.

## Население
| 2010 |
| ---- |
| 354  |

### Половой состав
По данным Всероссийской переписи, в 2010 году численность населения села составляла 354 человека (159 мужчин и 195 женщин).

## Улицы
| - ул. Молодёжная, - ул. Набережная, - ул. Октябрьская, | - ул. Первомайская, - ул. Полевая, - ул. Советская, | - ул. Труда, - ул. Школьная, - ул. Юбилейная. |

## Инфраструктура
В селе функционируют основная общеобразовательная школа (филиал средней общеобразовательной школы посёлка Подрезчиха), дом культуры, библиотека и отделение связи.

## Достопримечательности
В Сырьянах расположен православный храм во имя Николая Чудотворца, возведённый в середине XVIII века, в котором с недавнего времени начали снова проводиться службы.